# Adam Matuszczyk
Adam Matuszczyk ([ˈadam maˈtuʂtʂɨk]; n. 14 februarie 1989) este un fotbalist polonez care joacă pentru Eintracht Braunschweig și este membru al Echipei naționale de fotbal a Poloniei. Joacă de obicei ca mijlocaș stânga, dar poate fi folosit și ca mijlocaș defensiv.

## Cariera
Matuszczyk și-a început cariera la SpVgg Merzig și mai târziu s-a transferat la VfB Dillingen. După ani de succes cu echipele de tineret de la VfB Dillingen a fost cumpărat de 1. FC Köln în vara anului 2003 și a fost promovat la echipa de rezervă în sezonul 2008-09. În prima jumătate a sezonului, Matuszczyk a jucat în 11 meciuri și, la 3 februarie 2009, a fost promovat în echipa mare a 1. FC Köln care juca în Bundesliga. El și-a făcut debutul în Bundesliga pe 27 februarie 2010, într-un meci cu Bayer Leverkusen. Primele sale goluri în Bundesliga au venit pe data de 10 aprilie, când a marcat de două ori într-o victorie cu 2-0 într-un meci cu Hoffenheim. În ianuarie 2012, el a fost împrumutat la Fortuna Düsseldorf.
În mai 2015, Matuszczyk a semnat un contract pe trei ani cu Eintracht Braunschweig.

## Cariera la națională
Fost membru al echipei naționale de tineret, Matuszczyk a fost convocat echipa națională de fotbal a Poloniei pe 19 decembrie 2009 în Cupa Regelui în Thailanda. Clubul a refuzat să-l cedeze la națională, meciul fiind programat în afara calendarului oficial FIFA pentru meciuri internaționale. Pe 4 mai 2010, el a fost chemat pentru jocuri amicale. El a debutat în cele din urmă la data de 29 mai 2010, împotriva Finlandei. Primul său gol la națională a venit împotriva Statelor Unite, în octombrie 2010.

## Viața personală
S-a născut în Gliwice, Polonia și s-a mutat în Germania în 1991, la vârsta de doi ani, deținând și cetățenia germană. El este căsătorit cu Denise, cu care are un fiu, Lennox.
El este cunoscut în Germania ca Adam Matuschyk.